# Photedes luciola
Photedes luciola är en fjärilsart som beskrevs av Prochaska 1920. Photedes luciola ingår i släktet Photedes och familjen nattflyn. Inga underarter finns listade i Catalogue of Life.